# Franz von Holub
Franz von Holub (Praga, 8 maggio 1865 – Vienna, 28 ottobre 1924) è stato un ammiraglio austriaco, che si era specializzato come ufficiale nell'uso dei siluri, ed era stato comandante della nave da battaglia Viribus Unitis. Durante la prima guerra mondiale ricoprì gli incarichi di Capo di stato maggiore dell'ammiraglio Maximilian Njegovan, comandante in capo della flotta, e in seguito di Capo della sezione navale del Ministero della Guerra a Vienna.

## Biografia
Nacque a Praga l'8 maggio 1865, ed entrò nella k.u.k. Kriegsmarine come seekadett frequentando la k.u.k. Marineakademie di Fiume a partire dal 1882. Nel corso del 1905 si specializzò nell'uso dei siluri, venendo trasferito alla Scuola d'artiglieria navale.  Nel 1909 fu promosso capo artigliere della flotta dell'Adriatico, e l'anno successivo venne trasferito presso l'Ufficio navale (Marinesektion) del Ministero della Guerra, promosso capitano di vascello nel 1911. Nel corso del 1912 fu assegnato al dipartimento tecnico dell'ufficio navale del Ministero della Guerra, e nel 1913 assunse il comando della nuovissima nave da battaglia Viribus Unitis, nave ammiraglia della flotta. Nel maggio 1915 fu promosso al grado di contrammiraglio, e l'anno successivo si trasferì a Pola dove assunse l'incarico di Capo di stato maggiore del comandante della flotta, ammiraglio Maximilian Njegovan. Promosso viceammiraglio, dopo l'ammutinamento di matrice comunista in seno agli equipaggi della flotta, avvenuti tra il 1 e il 3 febbraio 1918 a Cattaro, seguì la sorte dei Njegovan che fu allontanato e sostituito dal contrammiraglio Miklós Horthy.
Sostituì proprio Njegovan, su decisione dell'imperatore Carlo I, nel contemporaneo incarico di Chef der Marinesektion (Capo della sezione navale del ministero della Guerra) a Vienna, mantenendo tale carica fino al novembre 1918, data dell'armistizio con l'Italia. Ritiratosi definitivamente a vita privata, si spense a Vienna il 28 ottobre 1924.

### Annotazioni
1. ↑  Il 31 ottobre le navi in forza alla k.u.k. Kriegsmarine erano state formalmente consegnate al neocostituito Stato degli Sloveni, Croati e Serbi.

### Fonti
1. 1 2 3 4 5 6  Spencer 2014, p. 768.
2. ↑  Sondhaus 1994, p. 302.
3. 1 2  Spencer 2014, p. 360.
4. ↑  Spencer 2014, p. 773.